# Twaalfuurtje
Een twaalfuurtje is een in Nederlandse horecagelegenheden geserveerd aantrekkelijk geprijsd lunchgerecht.
Twaalfuurtje wordt ook als synoniem  voor lunch(tijd) of middagbroodmaal gebruikt. Op enig moment werd het een lunchgerecht dat zijn naam dankt aan het moment van serveren, rond 12 uur 's middags.
Het gerecht bestaat doorgaans uit de volgende onderdelen: brood (twee/drie sneetjes), (huzaren)salade (vaak opgediend als bolletje), een kroket, aangevuld met ei/kaas/ham dan wel uitsmijter en/of soep. Verscheidene restaurants serveren andere (luxere) varianten.